# Фестивали Белгородской области
Фестивали Белгородской области — фестивали, проводимые в Белгородской области.

## Фестивальный календарь Белгородской области
C 2013 года в области ежегодно составляется Фестивальный календарь Белгородской области «Открой для себя Белгородчину!», который является проектом управления культуры Белгородской области и Белгородского государственного центра народного творчества, реализуется в рамках одного из приоритетных направлений «Стратегии развития сферы культуры Белгородской области на 2013-2017 годы» — создание и продвижение культурных брендов региона. Проект представляет собой систему фестивальных мероприятий и обучающую площадку для работников культуры муниципалитетов в вопросах маркетинга и PR-технологий. Главная особенность культурных акций заключается в том, что жители территории, на которой проходит мероприятие, являются не просто зрителями, а активными участниками события. Иными словами, культура села создается местным сообществом.
2013-й год ознаменовался Первым межрегиональным фестивалем фейерверков «Звездная ночь» в Белгороде, праздником-ярмаркой «День лука» в селе Стригуны Борисовского района, праздником «Клубничная страна» в посёлке Уразово Валуйского района, народным гулянием «Новотаволжанская осень» в селе Новая Таволжанка Шебекинского района, фестивалем светской культуры «Юсуповские собрания» в посёлке Ракитное, выставкой-ярмаркой «Земский вкус меда» в селе Новоуколово Красненского района, праздником-ярмаркой «Великий Спас всем медку припас!» в селе Шаталовка Старооскольского городского округа, народным гуляньем на празднике Красная горка в г. Новый Оскол, праздником-ярмаркой «Бирюченская ярмарка» в г. Бирюч Красногвардейского района и т. д. Фестивальный календарь Белгородской области является своеобразным культурным путеводителем, его слоган — «Листайте страницы календаря, стройте свои маршруты — откройте для себя Белгородчину!».
2013-й год ознаменовался Первым межрегиональным фестивалем фейерверков «Звёздная ночь» в Белгороде, праздником-ярмаркой «День лука» в селе Стригуны Борисовского района, праздником «Клубничная страна» в посёлке Уразово Валуйского района, народным гулянием «Новотаволжанская осень» в селе Новая Таволжанка Шебекинского района, фестивалем светской культуры «Юсуповские собрания» в посёлке Ракитное, выставкой-ярмаркой «Земский вкус меда» в селе НовоуколовоКрасненского района, праздником-ярмаркой «Великий Спас всем медку припас!» в селе Шаталовка Старооскольского городского округа, народным гулянием на празднике Красная горка в г. Новый Оскол, праздником-ярмаркой «Бирюченская ярмарка» в г. Бирюч Красногвардейского района и т.д. 
Фестивальный календарь Белгородской области призван стать настоящим культурным  путеводителем. Слоган издания – «Листайте страницы календаря, стройте свои маршруты — откройте для себя Белгородчину!».

## Хотмыжская осень
Международный фестиваль Фестиваль славянской культуры «Хотмыжская осень» проходит начиная с 1997, один раз в два года. В селе Хотмыжск Борисовского района Белгородской области в сентябре со дня восстановления Воскресенской церкви, много значившей в истории единения Переяславской Рады и Московского государства, собираются творческие любительские коллективы песни, танца, музыки из России, с Украины, из Белоруссии, Югославии (2001 год), Польши (2005 год), Боснии и Герцеговины (2013 год). Для участия в фестивале приглашаются исполнители, в основе репертуара которых лежит художественная традиция, раскрывающая подлинную народную культуру представляемой территории.
Работает город мастеров, ярмарка, где самые талантливые мастера демонстрируют изделия старинных ремёсел. 
Международный фестиваль славянской культуры набирает авторитет и силу. Он стал популярен среди творческих коллективов славянских государств. У фестиваля есть своя символика: флаг, эмблема и песня. Именно с поднятия флага фестиваля на сцене огромного зрительного зала под открытым небом начинается праздничное действие. 
В программе фестиваля очень: научно-практические конференции, встречи, мастер-классы, посещения культурно-досуговых учреждений области, экскурсии по городу Белгороду, концерты в районах. Главной целью фестиваля является  сохранение и укрепление единого духовного пространства народов славянского мира, традиций дружбы, ратной и трудовой истории россиян, украинцев и белорусов, поддержка стремления молодёжи к взаимодействию и творческому сотрудничеству, укреплению диалога культур.

## Я – русский крестьянин!
Фестиваль проходит в с. Новоивановка Волоконовского района. В организации фестиваля-состязания принимают участие более 30 местных жителей.
В селе сохранилось уникальное здание, памятник архитектуры XIX века — мельница Баркова на реке Оскол. Мельница возведена без единого гвоздя. Сохранились амбары в комплексе из трёх зданий и весовая площадка, построенные в 1814 году. Мельница была действующей до 2004 года. По легенде, где-то недалеко от мельничного комплекса, в русле реки Оскол, в урочище «Пронившина» во времена Петра I затонула лодка с драгоценными дарами турецкому султану от российского императора. Оживить легенды и рассказать гостям, как жили предки, призван  межрайонный фестиваль-состязание «Я — русский крестьянин». 
Фестиваль переносит зрителей в прошлое, где они  побывают на крестьянском празднике, отобедают вкусную кашу, познакомятся с Новоивановской мельницей.
Ежегодно фестиваль собирает гостей в июне в 11.00 часов. В этот день проявят своё трудолюбие, смекалку и умение веселиться команды из районов Белгородской области. Мужчины будут пахать и косить траву, а женщины покажут свои умения: накормят хозяина вкусным обедом из печи, покажут свою сноровку управляться со старинным утюгом и попробуют спрясти.
В рамках фестиваля проводятся конкурсные состязания: «Догони красну девицу» и «Узнай милого по голосу». Каждую из соревнующихся команд обычно поддерживают болельщики. 
Кроме программы состязаний, в течение дня гостям фестиваля предлагается различные развлечения: катание по реке на туристических лодках-байдарках, конные прогулки по живописным прибрежным местам; экскурсии по мельничному комплексу и достопримечательностям округи; игры на мельничном дворе («городки», «бои» подушками на бревне).

## Лето красное
В День празднования Святой Троицы в с. Холки Чернянского  района один раз в два года проходит межрегиональный фольклорный фестиваль «Лето красное». 8 июня 2014 года состоялся VIII по счету фестиваль.
Фестиваль проводится в целях  сохранения, преемственности и развития фольклорных традиций, традиционных обычаев, обрядов, праздников, бытовавших в области; приобщения детей и молодёжи к духовному наследию традиционной народной культуры, воспитания у них художественного вкуса и понимания фольклора; выявления и поддержки лучших фольклорных коллективов и исполнителей.
Учредители и организаторы фестиваля — управление культуры Белгородской области, Белгородский государственный центр народного творчества, управление культуры Чернянского района.
В 2014 году в фестивале приняли участие творческие коллективы Белгородской, Воронежской, Курской и Орловской областей России. 
В программе фестиваля:
- Божественная Литургия в Свято-Троицком храме Холковского монастыря. Праздничный Крестный ход от храма до места проведения фестиваля.
- Белгородчина мастеровая» — презентация выставки мастеров декоративно-прикладного творчества;
- «Рукам — работа, душе — праздник!» — мастер-классы по видам декоративно-прикладного творчества;
- «Троица-хороводница» — интерактивная развлекательная танцевальная площадка;
- «Вселиственный венок» — интерактивная развлекательная песенно-обрядовая площадка;
- Выступление творческих коллективов Белгородской, Воронежской, Курской и Орловской областей России.
- Строевой смотр Белгородского отдельского казачьего общества.

## Зелёные святки
«Зелёные святки» — праздник-фестиваль славянской культуры в посёлке Ровеньки.
«Зелёные святки» по народному мясецеслову — это период празднования Семика и Троицы в мае-июне. Фестиваль служит укреплению творческого и культурного сотрудничества населения как пограничных зон Ровеньского района и Украины, так и других районов Белгородской области. 
Цель фестиваля: сплотить в единое целое славян, участников праздника, представителей малого бизнеса, заложить традиции празднования престольного праздника Троица.

## Воронцовый край
«Воронцовый край» — районный фестиваль самодеятельного творчества в Белоколодезском сельском поселении Вейделевского района. Название фестивалю дал реликтовый цветок воронец, или пион тонколистный, растущий на небольших участках нетронутой степи в окрестностях села Белый Колодезь. Сегодня он стал символом Вейделевского района и украшает его герб. Легенда гласит, что эти тёмно-красные цветы  с изумрудными тонкими листьями выросли там, где упали капли крови воинов, защищавших родную землю от опустошительных вражеских набегов. Считалось, что их нельзя срывать и дарить или вносить в дом, чтоб не навлечь несчастье на себя и близких. Только земля сама может приносить их в дар своим защитникам. Логотип фестиваля также украшает этот редкий цветок.
Сохранение исторической памяти и самобытной природы и культуры родного края — это основная идея фестиваля «Воронцовый край». В нём принимают участие  все многочисленные коллективы художественной самодеятельности района. 

## Там, где музыка живёт!
«Там, где музыка живёт!» — межрайонный фестиваль оркестров и ансамблей народных инструментов в посёлке Пятницкое Волоконовского района. Организаторы хотят вернуть престиж таким музыкальным инструментам, как балалайка, гармонь и баян.
Цель фестиваля — заинтересовать детей и молодёжь, показать, что русские музыкальные инструменты могут звучать современно и в XXI веке.

## Фомина яишня
«Фомина яишня» — народное гуляние на празднике Красная горка в городе Новый Оскол. Фомино воскресенье, иначе Красная горка — это весенний праздник из народного православного календаря. Он отмечается ровно через неделю после Пасхи. Символ праздника — яйцо как главная пища во все пасхальные дни, как символ жизни, начало начал.
В программе праздника — торжественное шествие участников и гостей, выступления творческих коллективов и казачьих организаций, бракосочетание молодожёнов и чествование семейных пар — долгожителей, «ярмарка невест», катание на бричках и многое другое. В празднике задействована вся территория городского парка.
В парке появились новые развлечения: «Дерево невест» с плодами — яичной скорлупой: «Эти яйца никто не ест. Кто откроет яйцо, тому будущее налицо!». Большим спросом пользуется Додельный кут, с печкой, пряхой, коромыслами. Особой популярностью пользуется Яйцепарк, на территории которого можно поиграть в яйцебол, погонять на яйцералли, поучаствовать в яичной рыбалке, посоревноваться в яйцебоулинге и яйцедартсе.
Кульминация праздника — церемония приготовления большой (более 1000 яиц) яичницы в специальном мангале внушительных размеров.
В живописном месте, на берегу реки Оскол, создается объект сельского туризма «Казачий стан Сосновое», где в дальнейшем планируется ежегодно проводить народные гуляния «Фомина яишня».

## Театральная весна
«Театральная весна» — межрайонный театральный конкурс-фестиваль в Головчинском сельском поселении Грайворонского района. Головчино, которому более 300 лет — самое крупное село в европейской части России. Истоки его культурных традиций восходят ко второй половине XVIII века, когда царским указом оно было пожаловано генерал-майору И. С. Хорвату. В экономическом и культурном развитии этого края семья Хорватов сыграла большую роль. Здесь были созданы свой театр и при нём оркестр, хор, музыкальная школа. Репертуар был обширный: водевили и драмы, опера и балет. Театр Хорватов пользовался в России большой известностью — наряду с Шереметевским, Юсуповским, Воронцовским. Сам мэтр русской сцены М. С. Щепкин отмечал искусство его артистов.
В программе — творческие работы любительских театральных коллективов: инсценировки басен, театрализация литературных произведений, отрывки из пьес, различные миниатюры, увлекательная экскурсия в Круглом здании (памятнике архитектуры) и обед в русских традициях.

## Боброводворская хлебная ярмарка
«Боброводворская хлебная ярмарка» — ярмарка в селе Бобровы Дворы Губкинского городского округа. Боброводворская территория с конца XIX века славится высокоурожайными сортами зерновых культур и многолюдными зерновыми ярмарками. Большой вклад в развитие этой отрасли сделал И. А. Пульман — землевладелец и земский деятель, доктор сельскохозяйственных наук, обладатель серебряной медали Всемирной выставки в Париже. В своём имении на собственные средства он организовал сначала метеостанцию «Богородицкое-Фенино», которая действует по сей день, а чуть позже — опытное поле «Богородицкое» для селекционной работы.
В 2012 году открыт новый туристический объект «Богородицкая мельница», где и прошла первая «Боброводворская хлебная ярмарка», которая стала ежегодной. В ней, наравне с предпринимателями, принимают участие жители всех населённых пунктов территории, выпекающие хлеб по своим семейным рецептам, которые бережно передаются из поколения в поколение. Непременной частью ярмарочного праздника является обширная культурная программа.

## Верхопенский вернисаж
«Верхопенский вернисаж» — районный фестиваль самодеятельного творчества в селе Верхопенье Ивнянского района. 
Фестиваль «Верхопенский вернисаж» собирает на родине Михаила Сергеевича Крамского — самобытного художника из села Верхопенье, самодеятельных художников и поэтов, артистов художественной самодеятельности, мастеров декоративно-прикладного творчества, учащихся общеобразовательных школ, детских школ искусств и детских изостудий.
Цель фестиваля — популяризация творчества художника М. С. Крамского.

## Клубничная страна
«Клубничная страна» — областной праздник-ярмарка в июне в посёлке Уразово Валуйского района (июнь). Фестиваль приглашает в п. Уразово Валуйского района за клубникой и впечатлениями.
На фестивале ждёт необычная сладкая и вкусная «Клубничная страна». На центральной площади разворачиваются торговые ряды, личные подворья представляют свою продукцию: клубнику разных сортов, землянику, гастрономические блюда, главным ингредиентом в которых выступает клубника. И всё это под народную музыку.
Территория посёлка Уразово уникальна тем, что большая часть населения занята выращиванием и реализацией различных сортов клубники. Цель праздника-ярмарки — популяризации и реализации клубники и клубничной продукции в посёлке Уразово».
Праздник-ярмарка также является массовым театрализованным мероприятием с участием всех субъектов социально-культурного кластера Уразовской территории и творческих коллективов и мастера декоративно-прикладного творчества Валуйского района. 
Программа праздника-ярмарки:
- ярмарка-продажа «Клубничное лукошко»;
- работа музыкальных площадок, выставки-продажи сувенирной продукции, аттракционов;
- фестиваль воздушных змеев «Клубника покоряет небо»;
- работа арт-гримёров, фотографов, мастер-классы, соревнования на богатырской площадке;
- театрализованное представление «День рождения Клубники»;
- квест-игра «В гостях у сказки»;
- театрализованная дискотека «Всё КЛУБнично»;
- работа аттракционов;
- конкурс «Мисс КЛУБника»;
- танцевальная программа.

## Яблочный Спас
«Яблочный Спас» — межрайонный фестиваль-ярмарка в Поповском сельском округе Корочанского района. История Корочанского края неразрывно связана с развитием садоводства. Издревле яблоко было символом корочанской земли. Много поколений искусных и знаменитых садоводов здесь жили, выводили новые сорта яблонь, снабжали ими всех любителей-садоводов. Центром плодоводства и переработки фруктов и овощей в Корочанском районе в XX веке являлось село Поповка. Именно здесь 19 августа, в день престольного праздника Яблочный Спас, проходит межрайонный фестиваль под таким же названием. На нём гости праздника знакомятся с традициями села, вкушают знаменитые корочанские яблоки, оценивают достижения самодеятельных творческих коллективов и работы мастеров декоративно-прикладного творчества.